# Екклисиарх
Екклисиа́рх (греч. ἐκκλησιάρχης — буквально: «церквеначальник» от греч. ἐκκλησία — «церковь» + греч. ἀρχή, ἀρχῆς — начальствование, командование; управление, власть), также экклезиарх, эклизиарх, екклесиарх — церковнослужитель, наблюдающий за церковным зданием и порядком богослужения.
Должность екклесиарха появилась в связи с тем, что богослужебные уставы Христианской церкви окончательно сложились довольно поздно, а монастыри ещё длительное время пользовались достаточно большой свободой в устройстве у себя богослужения (ср. поговорку «в чужой монастырь со своим уставом не ходят»). Именно поэтому екклисиарх имел важное значение в установлении богослужебного чина в храмах и монастырях.
Помощник екклисиарха назывался параекклисиарх.

## Деятельность
Екклисиарх, прежде всего наблюдал за охраной храма, а также за его чистотой. Также в обязанности екклисиарха входило наблюдение за порядком богослужения в монастыре по указаниям его устава.
В маленьких монастырях, где было небольшое количество монашествующих, обязанности екклисиарха исполнял непосредственно сам настоятель монастыря или же старший из участвующих в совершении священнодействия (например, иерей или иеромонах). Исполнителем распоряжений такого екклесиарха назначался параекклисиарх, один из низших церковных служителей.

## История
Первоначально появившаяся ещё в древних византийских монастырях до Великого Раскола 1054 года должность екклесиарха была широко распространена. Кроме монастырей, должность существовала и в Константинопольском храме святой Софии.
Впоследствии наименование екклисиарх стало употребляться в русских храмах по отношению уставщика или дьячка обычной церкви, чаще всего благочестивого и грамотного мирянина, хорошо разбирающегося в церковном уставе и во время службы руководящего чтением и пением на клиросах.
В настоящее время, согласно уставам монастырей Русской православной церкви должности екклисиарха и уставщика всё-таки различаются. В уставе Старо-Слободского Свято-Троицкого Александро-Свирского монастыря сказано следующее:

Экклесиарх, или старший пономарь. На обязанности экклесиарха лежит наблюдение за прислуживанием в алтаре и храме пономарей, за чистотою и опрятностью в храмах, за своевременным производством благовеста к церковным службам, за освещением алтаря и храма, а также за благоговейным совершением крестных ходов и иных богослужебных процессий (погребение скончавшихся, освящение куличей, фруктов). Экклесиарх подчиняется ризничему. В случае нужды должность экклесиарха может быть соединена с должностью ризничего в одном лице.